# Cumanagoto
El cumanagoto (cumanogota, cumaná, kumaná); també chaima (chayma) és una llengua carib amenaçada de la costa oriental de Veneçuela. Era la llengua dels cumanagotos. Dialectes o llengües força relacionades, actualment extingits, són el palenque (presumiblement palank), el piritu (piritugoto), i l'avaricoto (Guildea 1998). Existeix com a mínim un terme en català, butaca, provinent del cumanagoto, del mot pu-ta-ka (seient).